# Servais
Servais ist eine französische Gemeinde mit 290 Einwohnern (Stand: 1. Januar 2022) im Département Aisne in der Region Hauts-de-France. Sie gehört zum Arrondissement Laon und zum Kanton Tergnier.

## Geographie
Die Gemeinde Servais liegt am gleichnamigen Flüsschen Servais, das hier aus dem Nordwesten des Höhenzuges Chemin des Dames in das breite Oisetal eintritt, fünf Kilometer südöstlich von Tergnier. Umgeben ist Servais von den Nachbargemeinden Beautor im Nordwesten, Deuillet im Nordosten, Saint-Gobain im Südosten, Barisis-aux-Bois im Süden und Amigny-Rouy im Westen.

## Geschichte
In der Zeit der karolingischen Herrscher stand hier eine Königspfalz ("palatio", ab 846 "palatio regio"), die Möglichkeiten zur Übernachtung, zum Empfang hoher Gäste und zur Ausstellung von Urkunden bot. Die Reihe der meist kaiserlichen Besucher begann 820, als Ludwig der Fromme in "Silviaco pal(atio)" für das Kloster St. Dénis urkundete (Reg.Imp.I.,729). 830 waren Ludwig der Fromme und Karl der Kahle hier. Letzterer urkundete in "Silviaco palatio regio" 846 für das Kloster St. Mihiel (Reg.Imp.I.,526). Im gleichen Jahr empfing Karl hier einen Grafen. 847 war Karl wieder hier. 853 soll hier ein Reichstag stattgefunden haben und ein Kapitular verfasst worden sein (Reg.Imp.I., Kommentare zu den Regesten 500ff.). Karl der Kahle erschien erst wieder 871 und 872 hier, um Urkunden auszustellen (MGH DKdK 347+364). Schließlich besuchte Karl III. der Dicke die Pfalz Servais 886, um hier für das Kloster in Tours zu urkunden (Reg.Imp.I.,1723). Den Reichstag mitgerechnet, waren mindestens zehn Mal karolingische Herrscher hier zu Besuch.

### Bevölkerungsentwicklung
| Jahr                       | 1962 | 1968 | 1975 | 1982 | 1990 | 1999 | 2006 | 2016 | 2022 |
| -------------------------- | ---- | ---- | ---- | ---- | ---- | ---- | ---- | ---- | ---- |
| Einwohner                  | 291  | 287  | 232  | 271  | 250  | 240  | 256  | 288  | 290  |
| Quellen: Cassini und INSEE |      |      |      |      |      |      |      |      |      |

## Sehenswürdigkeiten

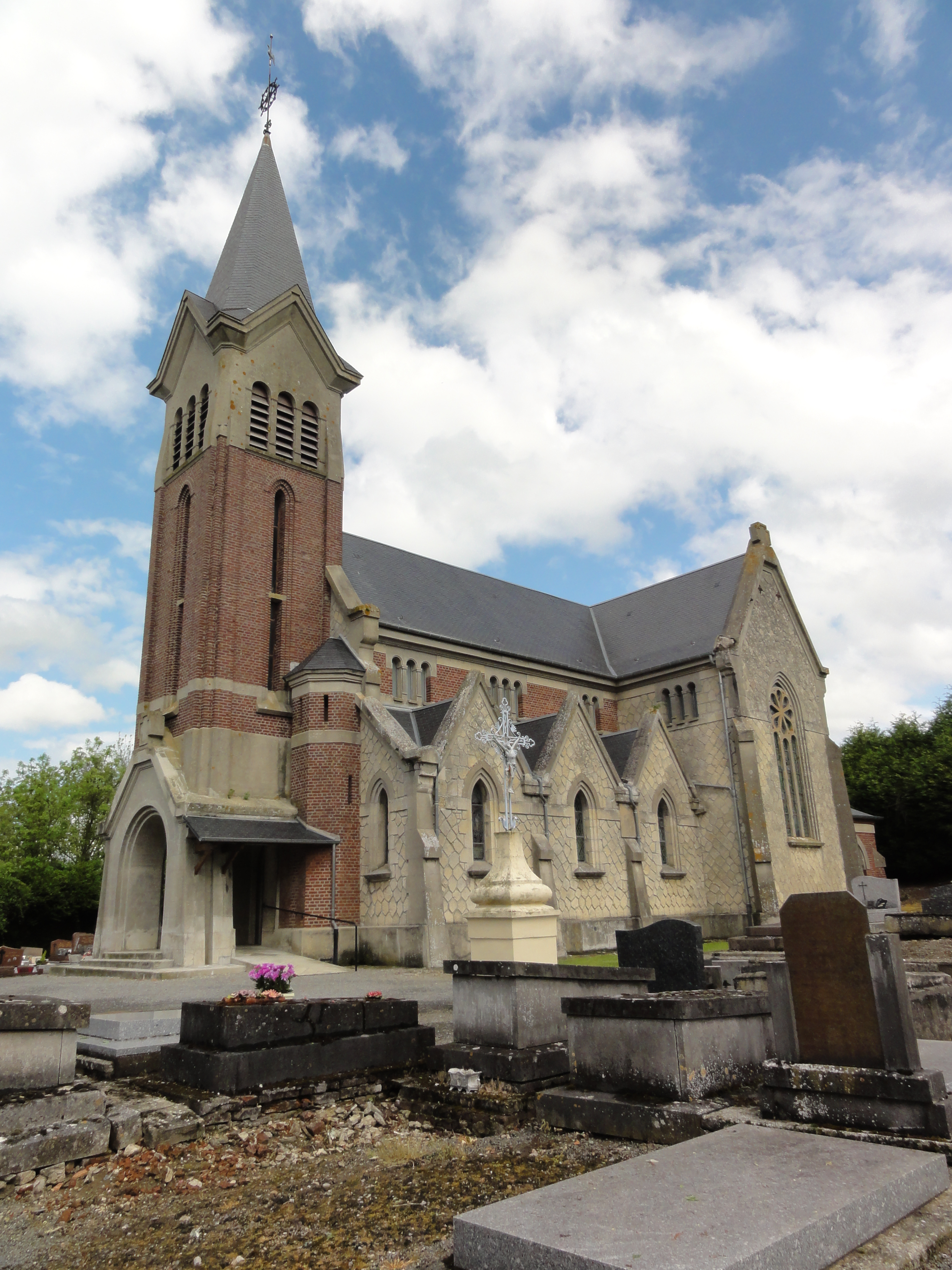
Kirche Saint-Médard
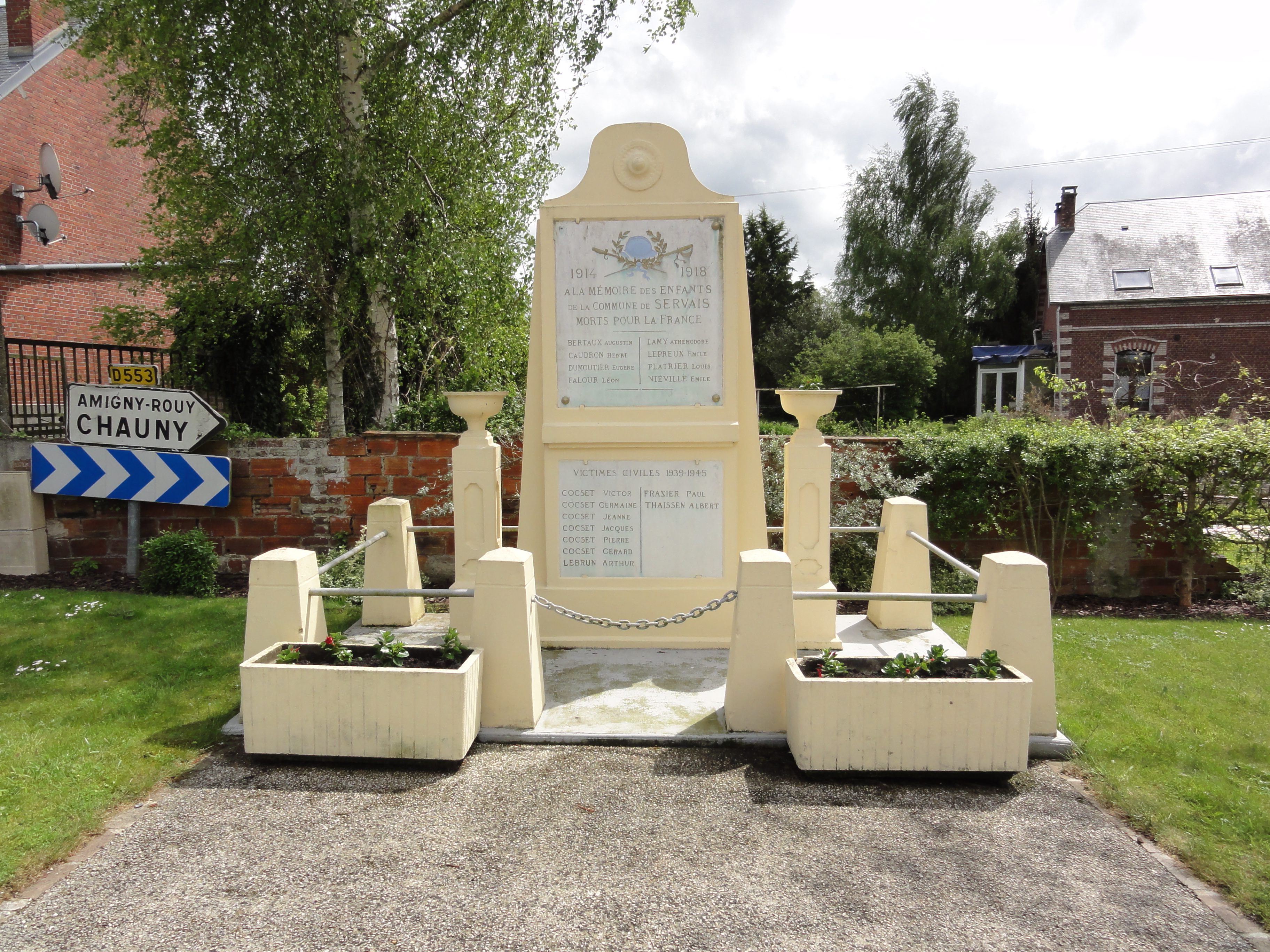
Gefallenendenkmal

- Kirche Saint-Médard
- Gefallenendenkmal